# Cavia aperea
Cobaye du Brésil, Cobaye sauvage
Espèce
Statut de conservation UICN

 LC  : Préoccupation mineure
Le Cobaye du Brésil (Cavia aperea) est une espèce de Rongeurs de la famille des Cavidés. C'est le Cobaye sauvage d'Amérique du Sud,, étroitement apparenté au Cochon d'Inde domestique.
L'espèce a été décrite pour la première fois en 1777 par le naturaliste allemand Johann Christian Erxleben (1744-1777).

## Description
Mesurant de 20 à 25 centimètres, il porte un pelage brun, semblable à certaines races de cobaye domestique.

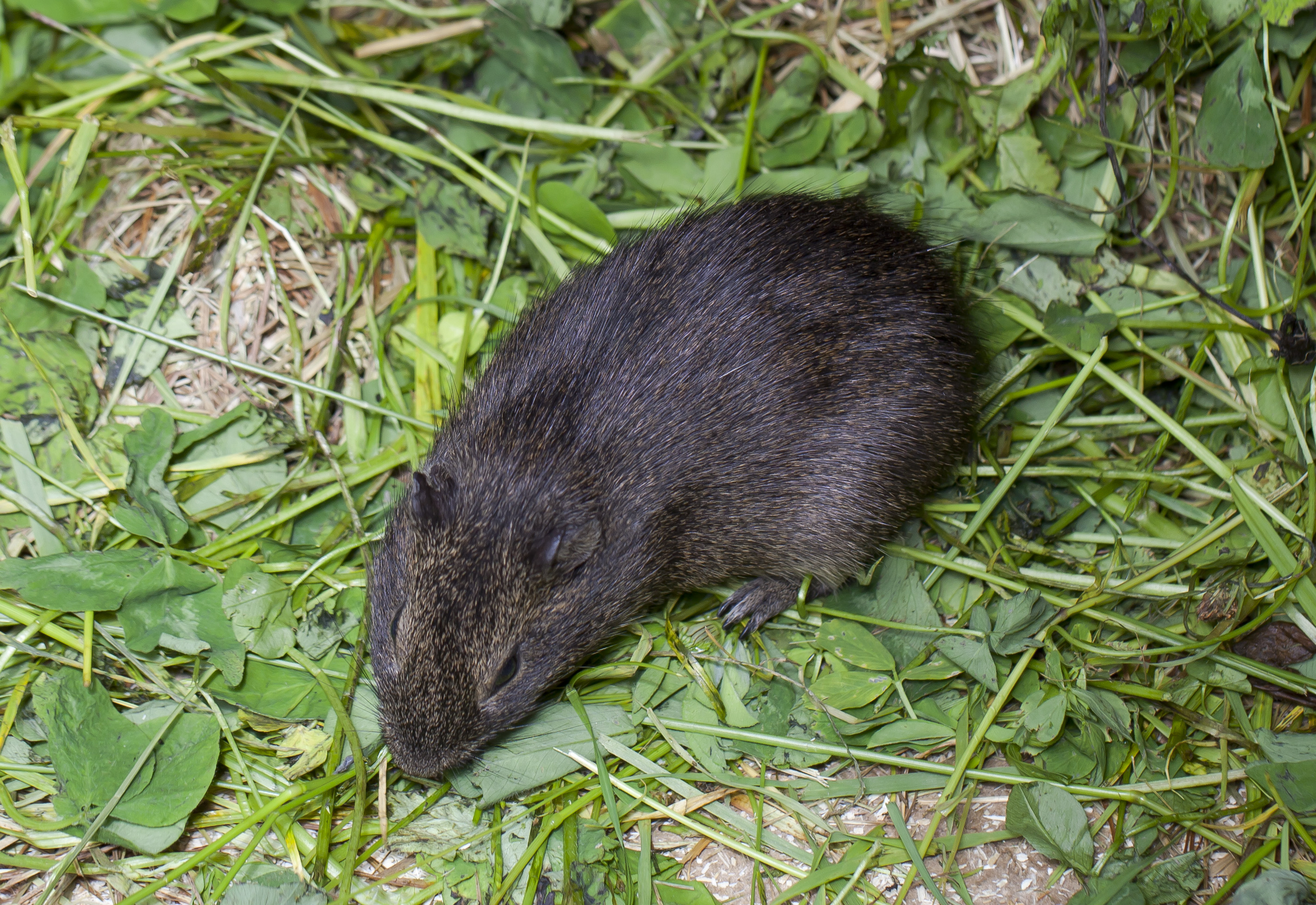
Un cobaye du Brésil au zoo Hellabrunn de Munich
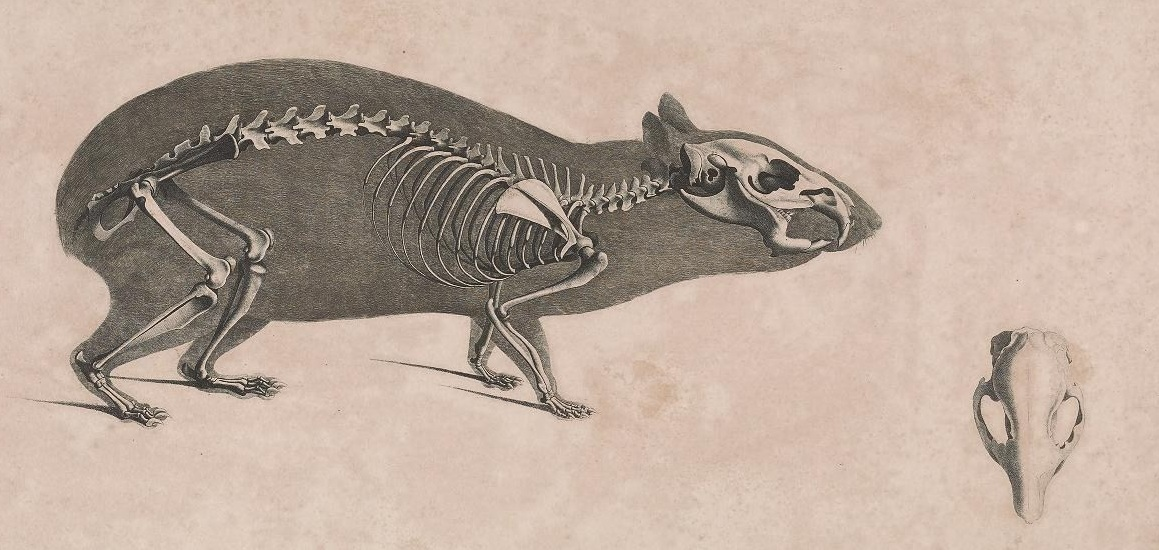
Squelette de Cavia aperea. Planche par Christian Heinrich von Pander (1794-1865)

## Habitat et répartition
C'est un animal du Sud de l'Amérique du Sud ; il se rencontre au Pérou, au Brésil, en Argentine, en Uruguay et en Bolivie.
Son habitat est la pampa, et autres milieux herbeux tempérés et subtropicaux, où il est commun.

## Comportement
Il vit souvent en "colonies" à forte densité ; mais ces colonies n'ont apparemment pas de structure sociale (contrairement au Chien de prairie d'Amérique du Nord, qui lui ressemble superficiellement, et qui ne lui est pas apparenté).
Les mâles sont agressifs entre eux, et défendent des territoires propres.
Toutefois, la vie en groupe donne à ces animaux un avantage dans le repérage des prédateurs (oiseaux de proie, renards, chiens, hommes...) ; au signal d'un individu, tous se cachent dans de profonds terriers.

### Reproduction
Comparé à d'autres rongeurs, cet animal est peu prolifique : les femelles ne portent qu'un à deux petits à la fois, en étant gestantes deux à trois fois par an.
Les petits naissent dans un terrier, mais ils voient et sont couverts de poils dès leur naissance ; ils peuvent se déplacer à l'air libre et se nourrir de végétaux au bout de quelques jours.

## Liste des sous-espèces
Selon Mammal Species of the World (version 3, 2005)  (29 janv. 2013) :
- sous-espèce Cavia aperea aperea
- sous-espèce Cavia aperea guianae
- sous-espèce Cavia aperea hypoleuca
- sous-espèce Cavia aperea pamparum
- sous-espèce Cavia aperea patzelti
- sous-espèce Cavia aperea rosida

Selon NCBI (29 janv. 2013) :
- sous-espèce Cavia aperea anolaimae
- sous-espèce Cavia aperea guianae
- sous-espèce Cavia aperea hypoleuca
- sous-espèce Cavia aperea pamparum

Selon Paleobiology Database (29 janv. 2013) :
- sous-espèce Cavia aperea aperea
- sous-espèce Cavia aperea guianae
- sous-espèce Cavia aperea hypoleuca
- sous-espèce Cavia aperea nana
- sous-espèce Cavia aperea pamparum

## Relations avec l'homme
En Amérique du Sud, les populations locales le chassent fréquemment pour sa viande.